# 서연정 (시인)
서연정(徐演禎, 1959년 11월 26일 ~ )은 대한민국의 시조 시인이다.

## 작품 활동
1997년 중앙일보 지상시조백일장 연말장원(작품 토르소 3)과 1998년 서울신문 신춘문예 시조 당선(작품 먼 길)으로 문단에 등단했다. 작품집으로 <먼 길>, <문과 벽의 시간들>, <무엇이 들어 있을까>, <동행>, <푸른 뒷모습>, <광주에서 꿈꾸기>, <인생>을 펴냈다. 광주전남시조시인협회 사무국장, 광주광역시문인협회 편집국장과 시조분과위원장, 국제PEN광주 편집국장, 한국시조시인협회 이사, 오늘의시조시인회의 이사, 우송문학회 회장을 역임했다. 오늘의시조시인회의 젊은시조시인상(작품 새), 무등시조문학상(작품 犧牲, 돌의 미소), 광주문학상(작품집 동행), 한국문인협회 조연현문학상(작품 천동마을 어머니), 한국시조시인협회상 본상(작품 팽목항에서) 등을 수상했다. 